# Erhard Keller
Erhard Keller (* 24. prosince 1944 Günzburg, Bavorsko) je bývalý západoněmecký rychlobruslař.
Na mezinárodní scéně debutoval v roce 1966, kdy se na Mistrovství světa umístil na 22. místě. Podobných umístění ve třetí desítce dosahoval i v dalších letech. Startoval na Zimních olympijských hrách 1968, kde ve sprinterském závodě na 500 m získal zlatou medaili. O rok později se poprvé představil na Mistrovství Evropy (32. místo). Roku 1970 se mimo jiné zúčastnil premiérového ročníku Mistrovství světa ve sprintu, kde skončil šestý. O rok později již sprinterský šampionát vyhrál. Na zimní olympiádě 1972 obhájil zlato v závodě na 500 m. Připojil se k nově vzniklé profesionální rychlobruslařské lize International Speed Skating League (ISSL), na jejímž světovém sprinterském mistrovství v roce 1973 byl třetí. ISSL však existovala pouze krátce do roku 1974, Keller poté již na mezinárodní scéně nezávodil. Poslední start absolvoval v roce 1977 na západoněmeckém šampionátu, v průběhu 80. let se ještě objevoval na veteránských závodech.